# Batalha de Pavón
A Batalha de Pavón foi uma batalha essencial da Guerra Civil Argentina que aconteceu em Pavón, na província de Santa Fé, Argentina, em 17 de setembro de 1861, entre o exército de Buenos Aires, comandados por Bartolomé Mitre, e o Exército Nacional, comandado por Justo José de Urquiza.
Mitre liderava as forças unitaristas, que se instalaram em Buenos Aires após a derrota de Rosas na Batalha de Monte Caseros. Urquiza, por sua vez, era o líder dos federalistas do interior, que haviam somado forças com o Império brasileiro na batalha contra Rosas.
Por essa razão, Urquiza contava com o apoio do Império brasileiro contra Mitre. A expectativa, contudo, não se realizou. O Império brasileiro não tomou lado na batalha, receoso dos prejuízos financeiros e políticos decorrentes de eventual vitória dos unitaristas.
Há uma controvérsia sobre o desfecho da Batalha de Pavón. As tropas de Urquiza simplesmente deixaram o campo de batalha, por algum motivo ainda não esclarecido, resultando na vitória de Mitre.
A sua consequência foi o fim da Confederação Argentina e a incorporação da província de Buenos Aires como um membro dominante do país. A Argentina restou unificada sob o comando dos unitaristas.
Embora derrotado, Urquiza permanece na Argentina e, sem reconhecer o governo de Mitre, alia-se com Francisco Solano López, então presidente e ditador do Paraguai. Esse arranjo é uma das causas da futura Guerra do Paraguai.